# Руджеро, Гаэтано де
Гаэтано де Руджеро (итал. Gaetano de Ruggiero; 12 января 1816, Неаполь, Неаполитанское королевство — 9 октября 1896, Рим, королевство Италия) — итальянский куриальный кардинал и папский сановник. Префект экономии Священной Конгрегации Пропаганды Веры с 3 октября 1889 по 25 июня 1894. Секретарь апостольских бреве с 25 июня 1894 по 9 октября 1896. Кардинал-священник с 24 мая 1889, титулярной диаконией Санта-Мария-ин-Козмедин с 27 мая 1889.